# Газовий розряд
Газовий розряд — явище протікання електричного струму в газах. 
Газ складається із нейтральних атомів і молекул, тому для забезпечення електропровідності необхідне виникнення носіїв заряду — іонізація. Джерелом іонізації може бути зовнішнє опромінення високоенергетичними фотонами — ультрафіолетовими, рентгенівськими чи гамма-променями. Іонізація може виникнути також у сильному електричному полі, або ж за рахунок зіткнень із прискореними носіями заряду (ударна іонізація). Додатковим джерелом носіїв заряду може бути поверхнева іонізація, наприклад термоелектронна емісія з катода.
При малих зовнішніх електричних полях провідність газів зумовлена зовнішніми джерелами іонізації. Розряд, який виникає в таких умовах, називають несамостійним розрядом.
Розряди, які виникають у сильних електричних полях за рахунок іонізації, що виникає при протіканні струму, називаються самостійними газовими розрядами.
(скорочено)
Газовий розряд - це процес утворення йонів іонізатором. 

## Типи газових розрядів
Розрізняють такі типи самостійних газових розрядів:
- Тліючий розряд
- Дуговий розряд
- Іскровий розряд
- Коронний розряд

Гази стають електропровідними при їх іонізації . Якщо Е. р. в р. відбувається лише при виклакаючій і підтримуючій іонізацію зовнішній дії (при дії т.з. зовнішніх іонізаторів), його називають несамостійним газовим розрядом. Е. р. в р., що продовжується і після припинення дії зовнішнього іонізатора, називається самостійним.
Коли іонізація газу відбувається при безперервній дії зовнішнього іонізатора і малому значенні різниці потенціалів між анодом і катодом в газі, починається «тихий розряд». При підвищенні різниці потенціалів (напруга) сила струму тихого розряду спершу збільшується пропорційно напрузі (ділянка кривої OA на мал. 1), потім зростання струму із зростанням напруги сповільнюється (ділянка кривої AB), і коли всі заряджені частки, що виникли під дією іонізатора в одиницю часу, вирушають за той же час на катод і на анод, посилення струму із зростанням напруги не відбувається (ділянка ВС) . При подальшому зростанні напруги струм знову зростає і тихий розряд переходить в несамостійний лавинний розряд (ділянка СЕ на мал. 1). В цьому випадку сила струму визначається як інтенсивністю дії іонізатора, так і газовим посиленням, яке залежить від тиску газу і напруженості електричного поля в просторі, займаному розрядом.
Тихий розряд спостерігається при тиску газу порядку атмосферного. Зовнішніми іонізаторами можуть бути: природне радіоактивне випромінювання, космічні промені, потоки фотонів (сильне світлове опромінення), пучки швидких електронів і т. д. Іонізатори двох останніх типів використовуються (переважно в імпульсному режимі) в газових лазерах.
Перехід несамостійного Е. р. в р. в самостійний характеризується різким посиленням електричного струму (точка Е на кривій мал. 1) і називається електричним пробоєм газу. Відповідна напруга U 3 називається напругою запалення (див. Запалення потенціал) . В разі однорідного поля воно залежить від сорту газу і від твору тиску газу р на відстань між електродами d (див. мал. 2 і ст. Пашена закон) . Розряд після лавинного пробою набуває форми тліючого розряду, якщо тиск газу низький (декілька мм рт. ст.) . При вищому тиску (наприклад, при атмосферному) лавинне посилення Е. р. в р. приводить до виникнення електричного просторового заряду, що міняє характер процесу пробою. Утворюється один або декілька вузьких провідних (заповнених плазмою) каналів, витікаючих від одного з електродів. Такі канали називаються стримерами . Час утворення стримерів дуже мало (біля 10−7 с.) .
Після короткого перехідного процесу самостійний газовий розряд стає стаціонарним. Зазвичай такий розряд здійснюють в закритій ізолювальній посудині (скляній або керамічній). Струм в газі тече між двома електродами: негативним катодом і позитивним анодом.
Одним з основних типів газового розряду, що формується, як правило, при низькому тиску і малому струмі (ділянка в на мал. 3), є тліючий розряд . Головні чотири області розрядного простору, характерні для тліючого розряду, це: 1 — катодний темний простір; 2 — тліюче свічення; 3 — фарадеєвий темний простір; 4 — позитивний стовп. Області 1 — 3 знаходяться поблизу катода і утворюють катодну частину розряду, в якій відбувається різке падіння потенціалу (катодне падіння), пов'язане з великою концентрацією позитивних іонів на кордоні областей 1 — 2. В області 2 електрони, прискорені в області 1 , виробляють інтенсивну ударну іонізацію. Тліюче свічення обумовлене рекомбінацією іонів і електронів в нейтральні атоми або молекули. Для позитивного стовпа розряду унаслідок постійної і великої концентрації електронів характерні незначне падіння потенціалу в нім, свічення, що викликається поверненням збуджених молекул (атомів) газу в основний стан (стан з найнижчою можливою енергією), і велика електропровідність.
Стаціонарність в позитивному стовпі пояснюється взаємною компенсацією процесів утворення і втрат заряджених часток. Утворення таких часток відбувається при іонізації атомів і молекул в результаті зіткнень з ними електронів. До втрат заряджених часток приводить амбіполярна дифузія до стінки судини, що обмежує розрядний об'єм, і наступна за цим рекомбінація. Дифузійні потоки, направлені не до стінки, а уздовж розрядного струму, часто ведуть до утворення в позитивному стовпі своєрідних «шарів» (зазвичай рухомих).
При збільшенні розрядного струму звичайний тліючий розряд стає аномальним (мал. 3) і починається стягання (контракція) позитивного стовпа. Стовп відривається від стінок судини, в нім починає відбуватися додатковий процес втрати заряджених часток (рекомбінація в об'ємі). Передумовою цього є висока щільність заряджених часток. При подальшому підвищенні розрядного струму газ нагрівається настільки, що стає можливою його термічна іонізація. Зіткнення між атомами або молекулами в цьому випадку настільки сильні, що відбувається відщеплення електронів. Такий розряд називається дуговим розрядом . Із зростанням струму електропровідність стовпа підвищується, вольтамперна характеристика дугового розряду набуває спадного характеру (мал. 3). Слід зазначити, що хоча він може «горіти» в широкому діапазоні тиску газу і інших умов, в більшості випадків дуговий розряд спостерігається при тиску порядку атмосферного.
У всіх випадках особливу важливість представляє ділянка переходу між стовпом розряду і електродами, причому ситуація в катода складніше, ніж в анода. При тліючому розряді безперервний зв'язок між катодом і позитивним стовпом забезпечується за рахунок сильного катодного падіння. У самостійному дуговому розряді в результаті сильного локального нагріву катода з'являються т.з. катодні плями. У них зазвичай відбувається термоелектронна емісія або складніша емісія електронів з хмари матеріалу катода, що випаровується. Процес емісії з катода дугового розряду в даний час (1978) ще не до кінця зрозумів і інтенсивно досліджується.
Всі розглянуті вище Е. р. в р. відбуваються під дією постійної електричної напруги. Проте газові розряди можуть протікати і під дією змінної електричної напруги. Такі розряди мають стаціонарний характер, якщо частота змінної напруги досить висока (або, навпаки, настільки низька, що напівперіод змінної напруги у багато разів більше часу встановлення розряду, так що кожен електрод просто поперемінно служить катодом і анодом). Типовим прикладом може служити високочастотному (ВЧ) Е. р. в р. ВЧ-розряд може «горіти» навіть за відсутності електродів (безелектродний розряд) . Змінне електричне поле створює в певному об'ємі плазму і повідомляє електрони енергію, достатню для того, щоб вироблювана ними іонізація заповнювала втрати заряджених часток унаслідок дифузії і рекомбінації. Зовнішній вигляд і характеристики ВЧ-розрядів залежать від роду газу, його тиску, частоти змінного поля і потужності, що підводиться. Елементарні процеси на поверхні твердого тіла (металу або ізолятора розрядної камери) грають певну роль лише в процесі «підпалу» розряду. Стаціонарний ВЧ-розряд подібний до позитивного стовпа тліючого розряду.
Окрім стаціонарних розрядів, основні характеристики яких не залежать від часу, існують нестаціонарні (імпульсні) Е. р. в р. Вони виникають здебільше в сильно неоднорідних або змінних в часі полях, наприклад в загострених і викривлених поверхонь провідників і електродів. Величина напруженості поля і міра його неоднорідності поблизу таких тіл настільки великі, що відбувається ударна іонізація електронами молекул газу. Два важливі типи нестаціонарного розряду — коронний розряд і іскровий розряд .
При коронному розряді іонізація не приводить до пробою, тому що сильна неоднорідність електричного поля, що обумовлює її, існує лише в безпосередній близькості від дротів і острієв. Коронним розрядом є процес, що багато разів повторюється, підпалу, який поширюється на обмежену відстань від провідника — до області, де напруженість поля вже недостатня для підтримки розряду. Іскровий розряд, на відміну від коронного, приводить до пробою. Цей Е. р. в р. має вигляд переривистих яскравих що зиґзаґоподібних розгалужуються, заповнених іонізованим газом (плазмою), ниток-каналів, які пронизують проміжок між електродами і зникають, змінявшись новими. Іскровий розряд супроводиться виділенням великої кількості тепла і яскравим свіченням. Він проходить наступні стадії: різке множення числа електронів в сильно неоднорідному полі поблизу провідника (електрода) в результаті послідовних актів іонізації, що починаються небагатьма, випадково виниклими вільними електронами; утворення електронної лавини; перехід лавини в стримери під дією просторового заряду, коли щільність заряджених часток в головній частині кожної лавини перевищить деяку критичну. Спільна дія просторового заряду, іонізующих електронів і фотонів в «голівці» стримера приводить до збільшення швидкості розвитку розряду. Прикладом природного іскрового розряду є блискавка, довжина якої може досягати декілька км, а максимальна сила струму — декількох сотень тисяч ампер.
До теперішнього часу (1970-ті рр.) всі види Е. р. в р. досліджуються і застосовуються в багатьох галузях науки і техніки. Тліючий, дуговий і імпульсні розряди використовуються при збудженні газових лазерів. Плазмотрони, в яких основним робочим процесом служить дуговий або ВЧ(висока частота) -розряд, є важливими пристроями у ряді областей техніки, в частковості при здобутті особливо чистих напівпровідників і металів. Потужні плазмотрони використовуються як реактори в плазмохімії . На вживанні іскрового розряду засновані прецизійні методи електроіскрової обробки . При фокусуванні лазерного світлового випромінювання відбувається пробій повітря у фокусі і виникає безелектродний розряд (подібний ВЧ(висока частота) -розряду і іскрі), називається лазерною іскрою. Потужні, високострумові розряди у водні служили першими кроками на шляху до керованого термоядерному синтезу .
В системі природних наук вивчення Е. р. в р. займає місце у фізиці плазми. При Е. р. в р. утворюється низькотемпературна плазма, для якої характерна мала міра іонізації. На відміну від високотемпературної (повністю іонізованої) плазми, в низькотемпературній плазмі атоми або молекули нейтрального газу грають важливу роль. Електрони, іони і нейтральні частки «м'яко» взаємодіють. Внаслідок цього може виникнути термодинамічно нерівноважна ситуація, при якій електрони, іони і нейтральний газ мають різні температури. Ця ситуація ще більш ускладнюється, якщо в балансі енергії Е. р. в р. не можна нехтувати світловим випромінюванням (наприклад, в високострумових дугових розрядах). У таких випадках низькотемпературну плазму необхідно описувати за допомогою кінетичної теорії плазми.